# Zdeněk Hraba
Zdeněk Hraba (* 16. dubna 1975 Kutná Hora) je český politik, advokát a vysokoškolský pedagog, od roku 2018 senátor za obvod č. 41 – Benešov, v letech 2016 až 2020 zastupitel Středočeského kraje, od roku 2010 zastupitel a v letech 2014 až 2018 pak 1. místostarosta města Říčany, od roku 2019 do roku 2022 člen hnutí STAN a od dubna 2019 do září 2021 člen předsednictva tohoto hnutí. Od roku 2020 je předsedou Stálé komise Senátu pro Ústavu ČR a parlamentní procedury, v letech 2020 až 2022 byl také místopředsedou Ústavně-právního výboru Senátu.

## Život
V roce 1998 dokončil studium na Vysoké škole ekonomické v Praze (získal titul Ing.). V roce 2001 získal magisterský titul na Právnické fakultě Univerzity Karlovy v Praze, o dva roky později malý doktorát (titul JUDr.) a v roce 2011 doktorát velký (titul Ph.D.).
Od roku 2004 byl odborným asistentem na Katedře národního hospodářství Právnické fakulty UK v Praze, od roku 2009 rovněž tajemníkem katedry. Na právnické fakultě skončil na vlastní žádost po zvolení senátorem v roce 2018, aby se mohl výkonu mandátu maximálně věnovat. Od roku 2004 pracuje také jako advokát.
Zdeněk Hraba žije ve městě Říčany v okrese Praha-východ, konkrétně v části Radošovice. Je ženatý, s manželkou mají dvě děti.

## Politická kariéra
V komunálních volbách v roce 2010 byl zvolen jako nezávislý na kandidátce subjektu s názvem "Sdružení nezávislých kandidátů Klidné město" zastupitelem města Říčany. V listopadu 2010 se navíc stal radním města. Ve volbách v roce 2014 mandát zastupitele města obhájil. Následně byl v listopadu 2014 zvolen 1. místostarostou města. Také ve volbách v roce 2018 obhájil mandát zastupitele města, tentokrát jako nestraník za hnutí STAN. Po volbách však opustil post 1. místostarosty města. V komunálních volbách v roce 2022 vedl v Říčanech kandidátku subjektu „ZMĚNA PRO ŘÍČANY – STAN“ (tj. STAN a nezávislí kandidáti). Mandát zastupitele města obhájil.
V krajských volbách v roce 2016 byl zvolen jako nestraník za hnutí STAN zastupitelem Středočeského kraje. Působil jako člen Komise pro majetek (od listopadu 2016 do října 2017 komisi také předsedal). Od května do prosince 2017 byl rovněž předsedou klubu zastupitelů hnutí STAN v krajském zastupitelstvu. Po zvolení senátorem rezignoval na mandát krajského zastupitele. Ve volbách v roce 2020 do krajského zastupitelstva kandidoval, ale zvolen nebyl.

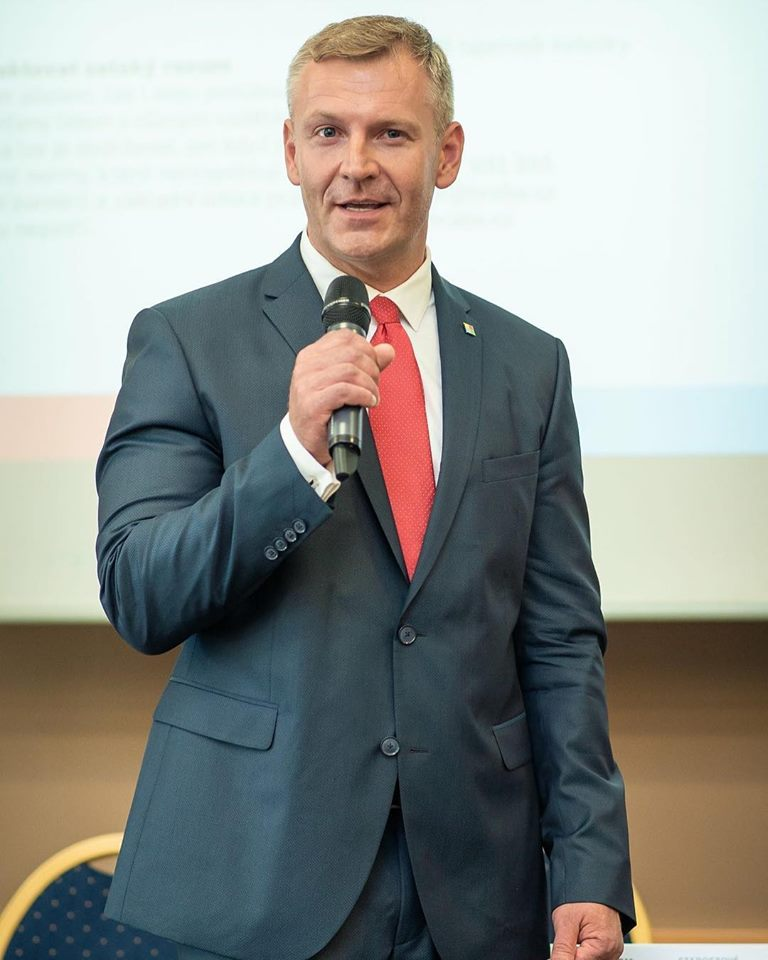
Zdeněk Hraba při ohlášení kandidatury do Senátu v roce 2018

Ve volbách do Poslanecké sněmovny PČR v roce 2017 kandidoval jako nestraník za hnutí STAN ve Středočeském kraji (figuroval na 3. místě kandidátky), ale neuspěl.
Ve volbách do Senátu PČR v roce 2018 kandidoval jako nestraník za hnutí STAN v obvodu č. 41 – Benešov. Se ziskem 20,93 % hlasů vyhrál první kolo voleb a ve druhém kole se utkal s občanským demokratem Jiřím Kozákem. Toho porazil poměrem hlasů 60,95 % : 39,04 % a stal se senátorem.
V Senátu je členem Ústavně-právního výboru, předsedou Stálé komise pro Ústavu ČR a parlamentní procedury a členem Podvýboru pro rodinu Výboru pro sociální politiku.
V září 2022 vystoupil z hnutí STAN, které se podle něj stalo příliš podobné pirátské straně. V rámci Senátu PČR také přestoupil ze Senátorského klubu Starostové a nezávislí do Senátorského klubu ODS a TOP 09.
Pro generální sněm Koruny České (monarchistické strany Čech, Moravy a Slezska) dne 1. dubna 2023 poslal zdravici, kde se mimo jiné vyjádřil, že by se „neměla zavrhovat monarchistická tradice našich zemí“, která je podle něj „nedílnou součástí našich dějin a dáli Bůh třeba i budoucnosti“.
Ve volbách do Senátu PČR v roce 2024 obhajoval jako nestraník za ODS mandát senátora v rámci koalice „ODS, Svobodní, KONS a Monarchisté.cz“ v obvodu č. 41 – Benešov. V prvním kole vyhrál, když získal 33,28 % hlasů. Ve druhém kole se utkal s kandidátkou hnutí ANO Helenou Válkovou, kterou porazil se ziskem 67,10 % hlasů, a zůstal tak senátorem.

## Působení v Senátu
V květnu 2019 vypracoval spolu s bývalým ústavním soudcem Stanislavem Balíkem návrh Ústavnímu soudu na zrušení zákona, kterým došlo ke zdanění finančních náhrad v rámci majetkového vyrovnání státu s církvemi a náboženskými společnostmi, který také jménem senátorů za hnutí STAN podal. V říjnu téhož roku Ústavní soud tomuto podnětu vyhověl a zákon zdaňující tzv. církevní restituce zrušil.
Je také jedním z předkladatelů senátního návrhu ústavního zákona, který má občanům zaručit právo bránit se legálně drženou zbraní.
V lednu 2020 předložil v reakci na sérii loupeží domů ve Středočeském kraji novelu trestního zákona stručně nazývanou „můj dům, můj hrad“. Novela má dle něj zefektivnit možnosti občanů bránit sebe i svůj majetek před zločinci, kteří neoprávněně vniknou do jejich domovů. Inspirací mu pro tento návrh byla slovenská úprava.

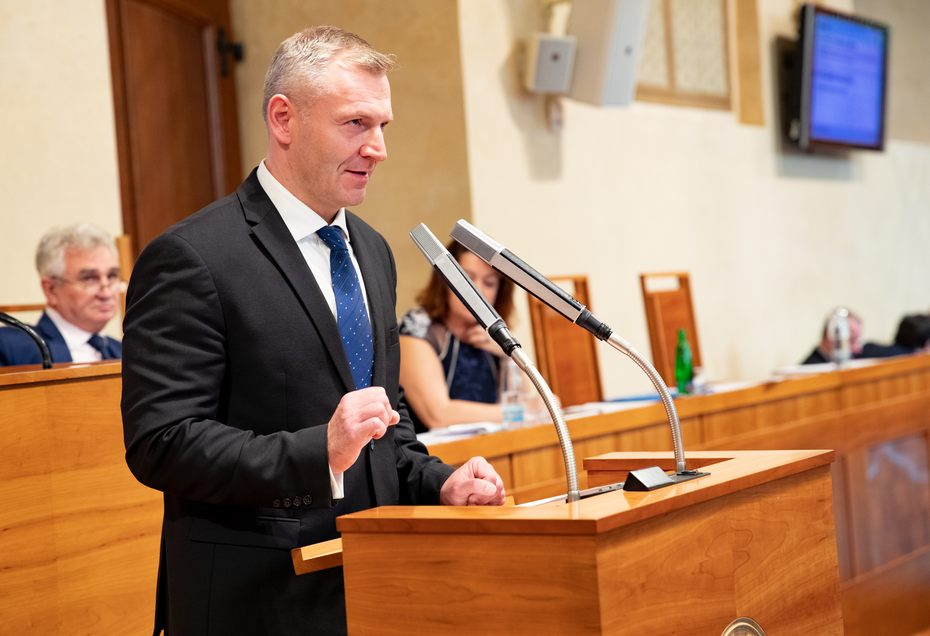
Zdeněk Hraba při vystupování na zasedání Senátu

Během první poloviny roku 2020 poukazoval na nesprávné postupy Ministerstva školství, mládeže a tělovýchovy České republiky při úpravě maturitních zkoušek, které byly ovlivněny situací kolem pandemie nemoci covid-19.
V rámci své práce v Senátu se věnuje i tématu transparentnosti a často spolupracuje s organizací Rekonstrukce státu. Aktivně podporuje její návrhy. Podílel se na úpravě návrhu zákona, který má omezit tzv. „politické trafiky“. Při projednávání tohoto návrhu úspěšně předložil v Senátu pozměňovací návrh, díky kterému nebudou do budoucna vyloučeni z výběrových řízení na pozice v řídících orgánech státních firem „odborníci, kteří působí v soukromé sféře ve vysokých manažerských pozicích“. V Senátu se také stavěl proti zvýšení hranice trestného činu z 5 na 10 tisíc korun.

Od listopadu 2020 působí jako předseda Stále komise Senátu pro Ústavu ČR a parlamentní procedury. Na konci téhož roku byl serverem Info.cz zařazen mezi šest Aktérů právního roku 2020 jako nejvlivnější právník v Senátu.

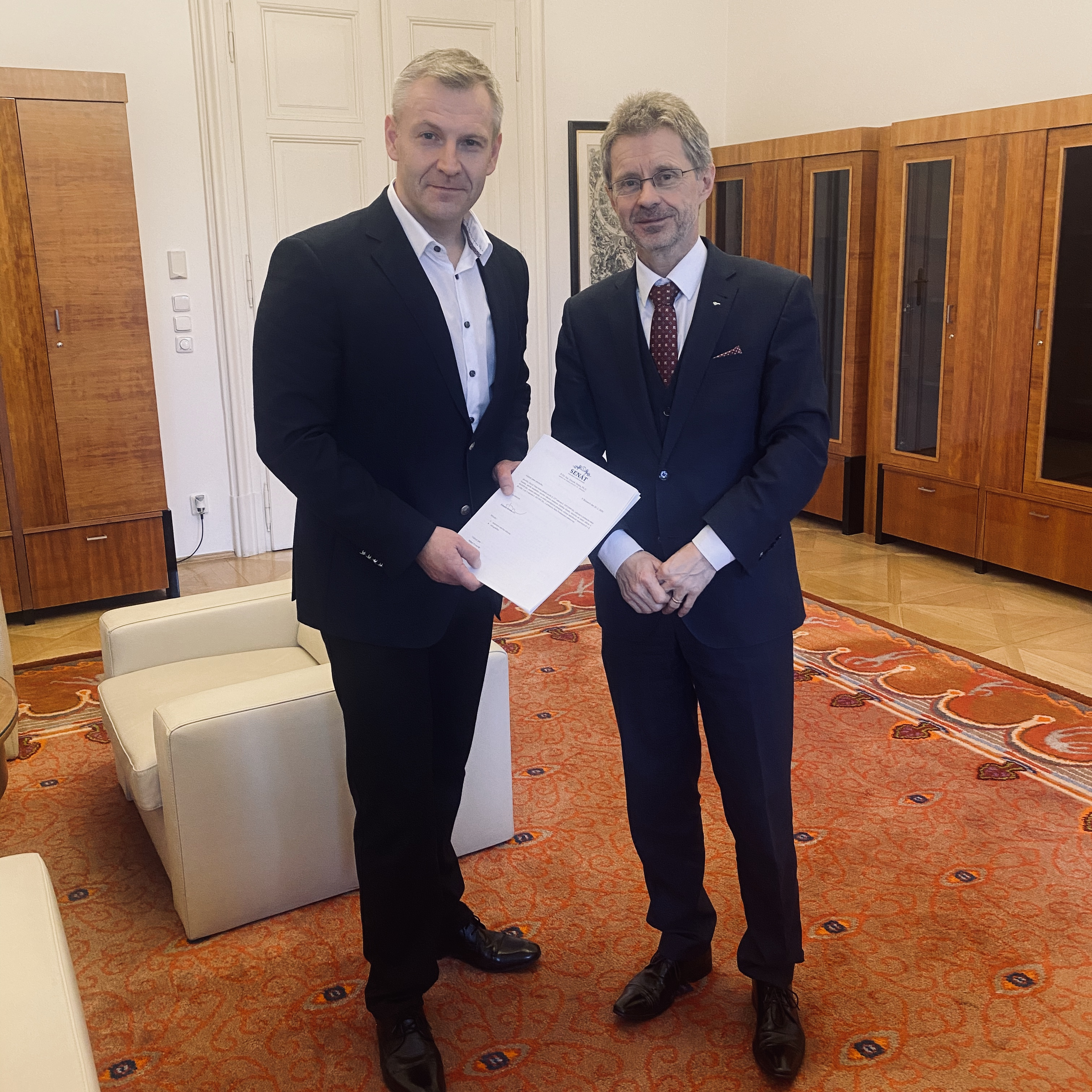
Zdeněk Hraba a Miloš Vystrčil v roce 2020.

V letech 2020 a 2021 se zasadil o změnu Listiny základních práv a svobod, byl jedním z předkladatelů novely jejího článku 6, odstavce 4, která rozšířila práva občanů o „právo bránit život svůj či život jiného člověka i se zbraní“.
Při projednávání novely trestního zákoníku, která mimo jiné zvyšovala také hranici trestného činu z pěti na 10 tisíc korun navrhoval Hraba zamítnutí této novely s tím, že by to podle něj „jen uměle snížilo kriminalitu“ a zvýšilo množství majetkových přestupků.
Poté, co prezident Miloš Zeman udělil v březnu 2022 milost svému blízkému spolupracovníkovi Miloši Balákovi označil Hraba tento prezidentův krok jako „do očí bijící nespravedlnost“.
Hraba se staví kriticky k úvahám na zanesení nové skutkové podstaty „šíření dezinformací“ do trestního zákoníku. Podle něj na potírání šíření lží a pomluv stačí současná zákonná úprava.
Před prezidentskými volbami v roce 2023 podpořil svým podpisem kandidaturu senátora Marka Hilšera, V rámci předvolební kampaně se Hraba intenzivně věnoval na sociálních sítích vyvracení fám a nepřesných informací o prezidentských pravomocech.
V únoru 2023 avizoval, že navrhne na státní vyznamenání npor. Jana Heřmánka, příslušníka Aktivních záloh Armády České republiky, který společně se skupinou Team4Ukraine organizuje sbírky zdravotnického materiálu pro válkou zmítanou Ukrajinu a také tento materiál dovážejí přímo do válkou postižených míst, a také významného benešovského lékaře MUDr. Josefa Štěpánka.
V lednu 2024 byl jedním ze senátorů, kteří iniciovali odmítnutí ratifikace tzv. Istanbulské úmluvy a aktivně proti ní vystupoval. V dubnu 2024 předložil v Senátu pozměňovací návrh, který by zamezil libovolnému výkladu u adopcí stejnopohlavními páry. Návrh vůbec nebyl projednán, což Hraba kritizoval. V listopadu 2024 navrhl zařadit bezdomovectví mezi trestné činy.